# Lichmera lombokia
Lichmera lombokia là một loài chim trong họ Meliphagidae.